# 롼징톈
롼징톈(중국어: 阮經天, 병음: Ruǎn Jīngtiān, 한자음: 원경천, 영어: Ethan Juan 이선 롼[*], 1982년 11월 8일 ~ )은 타이완의 배우이다. 드라마 시리즈 《명중주정아애니》 출연으로 명성을 얻었고, 영화 《맹갑》(2010)의 주인공 역을 맡아 2010년 금마장 남우주연상을 수상했다.

## 수상 경력
[ 수상 ]
<Golden Horse Film Festival>
Golden Horse Award [Winner] (2010)
20 Best Leading Actor / 맹갑 (2010)

<The Actors of China>
Male Actor in a Television Drama [Winner] (2017)
Outstanding Actor / 귀취등 : 무덤의 비밀 (2017)
[ 노미네이트 ]
<Asian Film Awards>
Asian Film Award
2015년, Best Actor / 군중낙원 (2014)
2011년, Best Actor / 맹갑 (2010)

<Chinese Film Media Awards>
Audience Award
2015년, Favorite Performance / 군중낙원(2014)
2011년, Favorite Actor / 맹갑 (2011)

<Guangzhou Student Film Festival>
Students' Choice Award (2018)
Favorite Supporting Actor / 적인걸3 : 사대천왕 (2018)

<Huading Award>
Huading Award (2018)
Best Performance by an Actor in The Ancient Television Series

<Macau International Movie Festival>
Golden Lotus Awards (2016)
Best Supporting Actor / 시칠리아 햇빛아래 (2016)

<The Actors of China>
Male Actor in a Television Drama (2017)
Best Performance by an Actor-Internet Drama / 귀취등 : 무덤의 비밀 (2017)

## 출연 작품
- 2005 <녹광삼림> (TV)
- 2008 <운명처럼 너를 사랑해** > (명중주정아애니, 대만 TV) - 왓차, 웨이브 에서 감상가능
- 2009 <마녀 인 러브> (패견여왕, TV) *국내 엄정화 주연 드라마 ‘마녀의 연애’ 원작 - Youtube에서 풀영상 감상가능(중국어)
- 2010 <맹갑> (영화) - 왓차, 웨이브
- 2011 <러브> (영화)
- 2012 <혈적자 : 황제암살단> (영화) - 왓차
- 2014 <군중낙원> (영화) *부산국제영화제 개봉작으로 한국을 찾았다 - 웨이브
- 2016 <뉴욕뉴욕> (영화) - 온라인
- 2016 <시칠리아 햇빛아래> (영화) *이준기 출연
- 2017 <귀취등 : 무덤의 비밀> (TV) - 온라인
- 2017 <더 크리미널 마인드 : 공공의 적> (영화) - 웨이브, 왓차, 티빙
- 2018 <적인걸3 : 사대천왕> (영화, 조연) - 왓차
- 2018 <부요황후> (TV) - 넷플릭스, 티빙, 웨이브, 왓차
- 2019 < 퇴마 포송령 천녀유혼전 > (영화) - 웨이브, 왓차, 티빙
- 2022 <러브, 다이닝> (TV) - 왓차, 티빙

[ 예능 ]
2015 <위대한 도전>
2021 <념념도화원> - Youtube(중국어)

[ 기타 ]
다큐) 溫柔的巨人 The Gentle Giant (고래관련 환경보호 다큐) - Youtube(영어)
단편영화) 幸福 ELIFE 之给 给爸爸的照片 - 온라인

(**굵은 글씨체, 많이 보는 대표작품)